# Lista över avsnitt av Agatha Christies Poirot
Detta är en lista över avsnitt av den brittiska deckarserien Agatha Christies Poirot, som hade premiär i brittisk TV 1989. I Storbritannien har serien spelats in i 13 säsonger. 
Detektivserien Agatha Christies Poirot, baserad på Agatha Christies detektivhistorier och romaner om belgaren Hercule Poirot, har blivit en av de mest kända TV-serierna i Storbritannien. Den hade premiär den 8 januari 1989 på ITV. Idén att filmatisera romanerna om detektiven gavs till producenten Brian Eastman av Agatha Christies dotter Rosalind Hicks. TV-serien gjordes i 13 säsonger och 70 avsnitt, och har upprepade gånger nominerats till prestigefyllda priser inom TV-området och vunnit många gånger.

## Avsnitt

### Säsong 1 (1989)
Alla avsnitt från säsong 1–5 är 50 minuter långa, förutom där de är markerade som "långfilmslängd".
| Avsnitt | Titel                    | Premiärdatum     |
| --- | ------------------------ | ---------------- |
| 1 | "Kokerskans äventyr"     | 8 januari 1989   |
| Hercule Poirot och hans assistent Arthur Hastings kontaktas av Mrs. Todd, som ber detektiven att hitta hennes försvunna kokerska Eliza Dunn. Poirot tar sig motvilligt an fallet, eftersom han anser att det är trivialt, men utredningen leder belgaren till helt oväntade resultat. Det visar sig att kocken är inblandad i det brutala mordet på en ung man och en nyligen genomförd stor förskingring från en bank.                                                      |                          |                  |
| 2 | "Murder in the Mews"     | 15 januari 1989  |
| Poirot får veta att en ung kvinna oförklarligt har begått självmord. Han får reda på att revolvern hittades i den avlidnas vänstra hand, medan hon var högerhänt. Kommissarie James Jepp är säker på att kvinnan dödades av sin före detta älskare och arresterar honom. Poirot inser att ett sofistikerat och brutalt mord snart kan inträffa, och det måste förhindras. |                          |                  |
| 3 | "Den kidnappade pojken"  | 21 januari 1989  |
| Poirot kontaktades av Marcus Waverly. Han fick ett brev där en okänd person kräver att få 50 000 pund. Brevets författare hotar att kidnappa hans unge son John om Waverly inte betalar. Trots att Poirot och Japp och deras poliser vaktar pojken blir han kidnappad. Belgaren förstår att brottet har helt andra motiv, och möjligen sker en iscensättning. |                          |                  |
| 4 | "Den ödesdigra måltiden" | 22 januari 1989  |
| Under en middag på en av Londons restauranger träffar Poirot den berömde konstnären Henry Gascogne. Nästa morgon läser detektiven en notis i tidningen, som berättar att konstnären dött dagen innan. Poirot får reda på resultatet av en obduktion, som visade att Gascogne hade väldigt lite mat i magen, trots att han var på en restaurang. Poirot drar slutsatsen att Gascogne blivit mördad och påbörjar sin utredning.                                                |                          |                  |
| 5 | "The Third Floor Flat"   | 5 februari 1989  |
| Poirot är deprimerad på grund av att han inte har några fall att utreda. Det varade dock inte länge - en ung kvinna, Ernestine Grant, Poirots nya granne, som flyttade in i en ny lägenhet så sent som i morse, sköts med en revolver. Under utredningen hittar Poirot ett mystiskt brev från en viss "Fraser". Poirot löser brottet på bara några timmar. |                          |                  |
| 6 | "Triangle at Rhodes"     | 12 februari 1989 |
| Poirot bestämmer sig för att tillbringa sin semester på ön Rhodos på ett hotell. Nästan samtidigt anlände Europas första skönhet, den berömda Valentina Chantry, och hennes femte make dit. Från de allra första dagarna börjar Valentina flirta med en attraktiv man, Douglas, framför näsan på hans fru och hennes egen man. På kvällen dricker mrs Chantry ur ett glas som är avsett för hennes man och faller död ner. Vem tillsatte gift i glaset?                      |                          |                  |
| 7 | "Problem at Sea"         | 19 februari 1989 |
| På fartyget som Poirot återvänder från semestern har människor från olika samhällsklasser samlats. En av dem är den arga, sarkastiska Adeline Clapperton. En kvinna som irriterar alla kommer snart att bli stucken med en dolk. Den egyptiska polisen har en misstänkt för mordet - en lokal juvelhandlare som rånade Mrs. Clapperton. Först Poirot inser att det rörde sig om ett illusoriskt bedrägeri, med vars hjälp mördaren ville avleda misstankarna från sig själv. |                          |                  |
| 8 | "The Incredible Theft"   | 26 februari 1989 |
| Den ädla damen Mrs. Margaret Mayfield ber Poirot att hjälpa hennes man. Hon berättar för den berömda detektiven att hennes man är engagerad i projekt som hela landets framtid hänger på. Men en obehaglig incident nyligen med honom på jobbet kan driva honom till förhastade handlingar. Poirot tar sig an fallet, men stölden av ett viktigt statligt dokument kan inte förhindras.                                                                                      |                          |                  |
| 9 | "Klöver kung"            | 12 mars 1989     |
| Poirot och Hastings är inbjudna att se inspelningen av filmen med den unga och berömda skådespelerskan Valerie St. Clair på plats. Där träffar de filmregissören Henry Ritburn, känd för sin otäcka karaktär. Snart måste belgaren utreda mordet på filmregissören, och Valerie St. Clair visar sig vara huvudmisstänkt för detta brott. |                          |                  |
| 10 | "Drömmen"                | 19 mars 1989     |
| Hercule Poirot får ett brev från ägaren till en köttpajsfabrik, Benedict Farley. Farley berättar för detektiven att han varje natt drömmer om att skjuta sig själv i tinningen. Snart hittas han med en kula i tinningen. Alla tror att Farley begick självmord, men Poirot vet att det fanns en listig konspiration för att dölja mordet. |                          |                  |

### Säsong 2 (1990)
| Avsnitt | Titel                                | Premiärdatum     |
| --- | ------------------------------------ | ---------------- |
| 11 | "Badortsmysteriet (långfilmsformat)" | 7 januari 1990   |
| Under en semester på den engelska kusten träffar Hercule Poirot och kapten Hastings den unga rika Lady Magdala "Nick" Buckley, som har utsatts för flera mordförsök under de senaste dagarna. Poirot är bekymrad över flickans öde, men Nick bryr sig inte så mycket om det. Men snart sker ett mord på Nicks kusin Maggie Buckley. |                                      |                  |
| 12 | "Damen med slöjan"                   | 14 januari 1990  |
| Poirot blir kontaktad av den ädla Lady Millicent. Hon berättar för detektiven att hon för många år sedan skrev ett sensuellt brev till en man som hon en gång var förälskad i. Nu är det komprometterande brevet i händerna på en farlig utpressare, som kräver en enorm lösensumma för det. Poirot bestämmer sig för att stjäla brevet och tar en aldrig tidigare skådad risk för att göra det. Dessutom får Poirot reda på att Lady Millicent själv på något sätt är inblandad i stölden av ädelstenar och mordet på en engelsman i Holland. |                                      |                  |
| 13 | "Den försvunna gruvan"               | 21 januari 1990  |
| En förmögen kinesisk man som kommit till London för att sälja en karta över en gruva blir offer för en mördare. Polisen får reda på att personen bedrivit näringsverksamhet. Efter en förundersökning faller Jepps misstankar på en man som visar sig ha den mördade mannens pass. Det verkar som om mördaren har åkt fast, men Poirot har en annan version av vad som hände. |                                      |                  |
| 14 | "Mysteriet i Cornwall"               | 28 januari 1990  |
| Poirot kontaktas av en äldre mrs Pengily, som fruktar att hennes man vill döda henne. När detektiven kommer hem till henne får han veta att någon har förgiftat henne. Poirot blir rasande och vill straffa brottslingen. Allt pekar på den avlidnes make, särskilt eftersom han inte döljer det faktum att han redan har hittat en ny älskarinna. Poirot frikänner dock den oskyldige, avslöjar den verklige mördaren och lyckas samtidigt irritera kommissarie Jeppe väldigt mycket. |                                      |                  |
| 15 | "Mr Davenheim försvinner"            | 4 februari 1990  |
| Den rike gentlemannen Matthew Davenheim lämnade hemmet för att gå till postkontoret och kom inte tillbaka. Kommissarie Japp slår vad med Poirot om att han inte kommer att kunna lösa fallet på sju dagar utan att lämna sin lägenhet. Polisen letar överallt efter den försvunne mannen, till och med misstänkt mord. Snart försvinner smycken från mr Davenheims hus. |                                      |                  |
| 16 | "Miniatyrmålningarna"                | 11 februari 1990 |
| Poirot blir besviken på allt och bestämmer sig för att avsluta sin karriär som detektiv. För att ta en paus från allt följer han med Hastings till havet. På vägen möter Poirot en ung dam, Miss Darent, som bär på antika miniatyrer föreställande Napoleons marskalkar för att sälja till en amerikansk samlare, men snart blir miniatyrerna stulna från hennes resväska. Poirot vill inte ta itu med det här fallet, och då påbörjar Hastings sin egen utredning. |                                      |                  |
| 17 | "Äventyret med den billiga våningen" | 18 februari 1990 |
| Hercule Poirot är fascinerad av historien om de unga Robinsons, som är glada över att de hyrde en bekväm lägenhet i ett prestigefyllt område i London mycket billigt. Annonsen om lägenheten för uthyrning trycktes för länge sedan, och detektiven misstänker elakt spel. Under tiden tvingas kommissarie Japp samarbeta med en amerikansk FBI-agent som har skickats till Scotland Yard för att leta efter en kvinna som har stulit hemliga ritningar till en ny modell av en amerikansk ubåt och planerar att sälja dessa dokument till de italienska fascisterna. |                                      |                  |
| 18 | "Den kidnappade premiärministern"    | 25 februari 1990 |
| Den brittiske premiärministern David McAdam undkommer i ett misslyckat mordförsök. Efter mordförsöket reser Macadam till Paris med tåg för att delta i en internationell nedrustningskonferens, men på vägen kidnappas politikern. Denna händelse kan provocera fram en internationell konflikt. Kommissarie Japp rekommenderar att högt uppsatta regeringstjänstemän involverar Hercule Poirot i utredningen. Detektiven har 32 timmar och en kvart på sig att hitta premiären. |                                      |                  |
| 19 | "Mysteriet med "Västerns stjärna""   | 4 mars 1990      |
| Hercule Poirot blir inbjuden till ett möte med den berömda belgiska filmskådespelerskan Marie Marvel. Hon har fått anonyma brev om den värdefulla diamanten "Västerns stjärna" som tillhörde henne och som Maries man köpte för flera år sedan för ett symboliskt pris. Breven indikerar att diamanten måste återlämnas till sina rättmätiga ägare, annars kommer den att tas med våld. Nästa dag får detektiven besök av Lady Yardley, som har fått liknande brev angående sin egen "Österns stjärna"-diamant. Poirot och kapten Hastings besöker Lord och Lady Yardley, under vilket Österns stjärna blir fräckt stulen, med alla bevis som pekar på att en kinesisk man begått stölden. Snart sker en kidnappning av "Västerns stjärna". Poirot är naturligtvis inte nöjd med händelseutvecklingen, och han gör en egen undersökning. |                                      |                  |

### Säsong 3 (1990-91)
| Avsnitt | Titel                               | Premiärdatum      |
| --- | ----------------------------------- | ----------------- |
| 20 | "En dos stryknin (långfilmsformat)" | 16 september 1990 |
| En berättelse från Poirots och Hastings förflutna. Första världskriget rasar i Europa. Efter att ha lämnat sjukhuset efter att ha blivit allvarligt skadad bestämmer sig kapten Hastings, på inbjudan av sina vänner, för att vila på godset Styles, som han besökte många gånger som barn. Men snart tar händelserna en oväntad vändning - mordet på godsets härskarinna inträffar. Hercule Poirot får reda på detta, som tillsammans med andra flyktingar från Belgien bosatte sig på samma platser och bodde på en granngård. Utredningen av mordet inledde ett långvarigt samarbete mellan kapten Arthur Hastings och detektiven Hercule Poirot. |                                     |                   |
| 21 | "How Does Your Garden Grow?"        | 6 januari 1991    |
| Hercule Poirot och Miss Lemon åkte till Surrey för att besöka Miss Amelia Burrowby, men när de kom fram fick de veta att hon hade dött kvällen innan. Poirot hade träffat miss Burrowby dagen innan på en blomsterutställning, och hon gav honom ett fröpaket som visade sig vara tomt, vilket förbryllade detektiven. När han kommer hem får han ett brev där den gamla damen ber om hjälp. Detektiven misstänker att miss Amelias död inte var en olyckshändelse, och rättsläkaren bekräftar att kvinnan blev förgiftad med stryknin. |                                     |                   |
| 22 | "Den stora obligationsstölden"      | 13 januari 1991   |
| Bank of London and Scotland investerar en miljon dollar i värdepapper i USA för att kunna bevilja lån. Men när mr Shaw, bankiren som skulle transportera de nämnda obligationerna på superlinern Queen Mary, först blir påkörd av en bil och sedan förgiftas med stryknin, anförtror banken transporten av värdepapper till Philip Ridgway, och anlitar också Poirot och kapten Hastings för att vakta värdesakerna. Men på vägen visar det sig att en okänd person stulit obligationerna. |                                     |                   |
| 23 | "Plymouth-expressen"                | 20 januari 1991   |
| Hercule Poirot utreder mordet på en ung rik arvtagerska, Florence Carrington, som reste med Plymouthexpressen. Hennes far miljonären Gordon Halliday är redo att spendera hela sin förmögenhet för att fånga sin dotters mördare. Dagen före sin död grälade Florence med sin före detta make Rupert och vägrade att ge honom de pengar han krävde, och sågs också i sällskap med sin beundrare greve de Rochefort, som hennes far kände som en bedragare. Florence blir mördad och smyckena som hon hade med sig blir stulna och detektiven inser att om han hittar smyckena så kommer han att hitta mördaren. |                                     |                   |
| 24 | "Getingboet"                        | 27 januari 1991   |
| På en byfestival träffar Hercule Poirot sin gamle vän John Harrison och hans fästmö, modellen Molly Dean. Harrison bjuder Poirot och Hastings på frukost veckan därpå. Samtidigt åker kommissarie Japp till sjukhuset med en blindtarmsinflammation. Den erfarne detektiven börjar misstänka att Molly Dean har en affär med skulptören Claude Langton, och Harrison gissar på det. Poirot förbryllas av en massa orelaterade fakta och inser att han måste förhindra det förestående mordet. |                                     |                   |
| 25 | "Tragedin på Marsdon Manor"         | 3 februari 1991   |
| Ägaren till ett litet hotell i byn Marsdon, som skriver detektivromaner, bjuder in Hercule Poirot för att hjälpa honom att identifiera brottslingen i nästa bok, och detektiven anländer i tron att ett mord verkligen ägde rum i byn. Dagen därpå, i ett närliggande gods, blir Maltravers brutalt mördad. Enligt rykten är Marsdon Manor hemsökt och Maltrevers fru är övertygad om att hennes man, som lider av magsår, dog av skräck efter att ha sett spöket. Poirot kommer på ett listigt knep för mördaren. |                                     |                   |
| 26 | "De två ledtrådarna"                | 20 januari 1991   |
| Kommissarie Japp, som är orolig för att han snart kommer att få sparken från polisen, vänder sig till Hercule Poirot för att få hjälp, eftersom det har skett en rad vågade rån bland representanter i societeten, och han kan inte hitta tjuven. Snart sker ett rån och Poirot anländer till Marcus Hardmans hus, en juvelsamlare från vilken ett smaragdhalsband har stulits. Här träffar den belgiska detektiven den ryska grevinnan Vera Rusakova och efter att ha förälskat sig i henne tillbringar han all sin tid med henne. Japp hittar ingen plats för sig själv - tiden går och det går inga framsteg i utredningen. Medan Poirot är upptagen med grevinnan gör kapten Hastings och miss Lemon en egen undersökning. Poirot vet dock mycket väl vem den skyldige är. |                                     |                   |
| 27 | "Äventyret med den spanska kistan"  | 17 februari 1991  |
| Lady Chapperton ber den berömde Hercule Poirot att hjälpa henne, eftersom hon fruktar för sin vän Margaret Clayton och är övertygad om att Margarets man, som är svartsjuk på sin fru för alla han möter, kommer att döda henne. Poirot blir inbjuden till en informell mottagning med major Rich för att han ska ta en närmare titt på hennes svartsjuke make, men den senare kommer inte dit. Nästa dag hittades Edward Claytons kropp i en spansk kista i samma rum där banketten hade ägt rum dagen innan. Major Rich, som länge varit förälskad i Margaret, anhålls misstänkt för mord. |                                     |                   |
| 28 | "Äventyret med julpuddingen"        | 24 februari 1991  |
| Prins Farouk av Egypten låter dåraktigt nog en ung främling bära en otroligt värdefull kunglig rubin, och hon stjäl den omedelbart. Hercule Poirot får i uppdrag av det brittiska utrikesdepartementet att hitta den kungliga rubinen och tjuven. Eftersom kapten Hastings har åkt för att fira jul i Skottland tillbringar Poirot julen hemma hos överste Lacy, en berömd egyptolog, en av de få personer som vet allt om den ovärderliga rubinen. |                                     |                   |
| 29 | "Mordet på maskeradbalen"           | 3 mars 1991       |
| Hercule Poirot och kapten Hastings deltar i en maskeradbal för att hedra Segerdagen. När två deltagare i balen, klädda i kostymer av karaktärer från den italienska klassiska komedin, senare hittas döda, påbörjar Poirot sin egen undersökning. I fickan på ett av offren hittade polisen kokain. Det viktigaste för att lösa detta mysterium är att exakt bestämma tidpunkten för offrens död och fastställa identiteten på Viscount Cronshaws och skådespelerskan Coco Courtneys mördare. Poirot i BBC:s radioprogram avslöjar mördaren. |                                     |                   |
| 30 | "Mysteriet i Jaktvillan"            | 10 mars 1991      |
| På inbjudan av Harington Pace följer Hercule Poirot med sin vän, kapten Hastings, på en jakttur, men här blir han förkyld och sjuk i influensa. Snart blir Pace mördad - liket hittas i hans eget jakthus. Genom att använda sin okände bror som skogvaktare vägrade Pace att ge honom ett litet lån som skulle göra det möjligt för honom att gifta sig. Hans två brorsöner ogillade också sin farbror, eftersom han mobbade dem så fort han ville. Svaret på detta mord för Poirot är att identifiera den mystiska hushållerskan Mrs. Middleton, som Harington Pace anställde en månad före de ödesdigra händelserna, och fastställa hennes verkliga roll i detta fall. |                                     |                   |

### Säsong 4 (1992)
| Avsnitt | Titel                                  | Premiärdatum    |
| --- | -------------------------------------- | --------------- |
| 31 | "ABC-morden (långfilmsformat)"         | 5 januari 1992  |
| Poirot får ett brev från en okänd person under pseudonymen "ABC". Mannen lovar att begå ett brott som polisen inte kan lösa. Snart sker flera mord och en alfabetisk järnvägskatalog hittas alltid på brottsplatsen. Seriemördaren är så förmäten att han skickar brev till Poirot, där han informerar om nästa brottsplats. Poirot gissar att mördaren inte är en galning som lider av en psykisk störning, utan en person som dödar sina offer med ett mycket specifikt motiv.                       |                                        |                 |
| 32 | "Den flygande döden (långfilmsformat)" | 12 januari 1992 |
| Efter en kort vila i Paris återvände Hercule Poirot till London med flyg. Efter att en av passagerarna, Madame Marie Giselle, dödats under flygningen med en förgiftad sydamerikansk pil är Poirot själv bland de misstänkta. Han tvingas erkänna för kommissarie Japp att han inte tål att flyga och därför inte märkte hur mordet gick till. Marie Giselle var ockrare och utpressare - och många passagerare på den olycksaliga flygningen hade ett motiv att ta hennes liv.                        |                                        |                 |
| 33 | "Skospännet (långfilmsformat)"         | 19 januari 1992 |
| Tandläkaren Henry Morley hittades död med en skottskada i tinningen. Och även om detta dödsfall ser ut som ett uppenbart självmord, tror Poirot att tandläkaren inte sköt sig själv, utan blev skjuten av någon. Saker och ting blir ännu mer komplicerade när Mr. Amberiotis, en av Morleys patienter, plötsligt dör samma dag. Poirot är säker på att en mördare var inblandad i båda dödsfallen. Efter att ytterligare ett mord inträffat drar Poirot slutsatsen att mördaren har en medbrottsling. |                                        |                 |

### Säsong 5 (1993)
| Avsnitt | Titel                                      | Premiärdatum     |
| --- | ------------------------------------------ | ---------------- |
| 34 | "Äventyret med den egyptiska graven"       | 17 januari 1993  |
| Hercule Poirot anlitas för att undersöka en serie mystiska dödsfall som inträffade under en expedition som upptäckte en egyptisk faraos grav. Expeditionsledaren dör strax efter att han och en grupp arkeologer öppnat graven. Den andra deltagaren dör av blodförgiftning, en annan av stelkramp och den tredje begår självmord när han återvänder till New York. Enligt rykten var förbannelsen som lades på den egyptiska graven ansvarig för dessa dödsfall. Poirot och kapten Hastings kommer till Egypten för att förstå vad som pågår och vem som ligger bakom. |                                            |                  |
| 35 | "Vad hände i Tornrummet?"                  | 24 januari 1993  |
| Poirot utreder mordet på sin bekant, chefen för ett kemiföretag, Sir Ruben Estwell. Att lösa detta mord är bara den första delen av Poirots uppgift. Han upptäcker att Reuben Astwells företag har utvecklat ett utmärkt komplext gummi, vars kemiska formel någon försökte stjäla. Trots misslyckade försök att utsätta Poirot för en hypnossession, hjälper Miss Lemons nya gåva till att lösa detta intrikata fall. |                                            |                  |
| 36 | "Gul iris"                                 | 31 januari 1993  |
| Två år tidigare hade Poirot åkt för att besöka kapten Hastings, som då bodde i Argentina, och stannade till i Buenos Aires på vägen. Här, under middagen på restaurangen Gul Iris, i närvaro av Poirot, blev en ung kvinna, Iris Russell, förgiftad. Polisen hittade kaliumcyanid i hennes handväska och kom fram till att hon hade begått självmord. När Poirot började protestera mot en så förhastad dom utvisades han ur landet. Barton Russell, på tvåårsdagen av sin fru Iris död i London, beställer middag på restaurangen med samma namn och bjuder in alla närvarande till den ödesdigra middagen för två år sedan. Den här gången tänker Poirot inte missa mördaren. |                                            |                  |
| 37 | "Testamentet som inte fanns"               | 7 februari 1993  |
| År 1926 skrev den rike men barnlöse Andrew Marsh ett testamente, enligt vilket hans vänner och kollegor, förutom Violetta Wilson, som stod under hans förmyndarskap, fick små summor pengar och huvuddelen av egendomen gick till Elenforth Medical Foundation. Åren går och Violetta blir en vacker och självständig flicka. Andrew Marsh erkänner för sin gamle vän Hercule Poirot att han tänker skriva ett nytt testamente och lämna hela sin förmögenhet till Violetta. Många släktingar som väntar på arv skulle bli arbetslösa. Han ber Poirot att bli hans testamentsexekutor. Marsh hade dock inte tid att upprätta ett nytt testamente: samma natt dödades han och det gamla testamentet försvann. |                                            |                  |
| 38 | "Äventyret med den italienske adelsmannen" | 14 februari 1993 |
| Hercule Poirot och hans vän kapten Hastings utreder mordet på greve Foscatini och stölden av värdepapper från hans lägenhet. Polisen tror att greven var en utpressare. Den italienske ambassadören pekar på bristen på information om denna person på ambassaden. Poirot tvivlar på sanningshalten i sina ord och inser att de andra misstänkta också ljuger för honom. Fallet kompliceras av det faktum att Miss Lemon blir kär i en av deltagarna i fallet. |                                            |                  |
| 39 | "Chokladasken"                             | 21 februari 1993 |
| När han följde med kommissarie Japp, som mottog en utmärkelse från den belgiska regeringen, till Bryssel berättar Hercule Poirot för honom om en händelse för 20 år sedan. Poirot var en ung polis vid den tiden och på begäran av Virginia Ménard gick han med på att utreda den unge lovande politikern Paul Derules död. Domstolen kom fram till att han dog på grund av en hjärtattack, men Virginia tror att han dödades. Poirot kom fram till att Derula hade blivit förgiftad av choklad som skickats av Pauls vän, greve de Centolard. Till slut får Poirot reda på vem mördaren är, men även efter att ha erkänt gör han inte sitt namn offentligt. |                                            |                  |
| 40 | "Dead Man's Mirror"                        | 28 februari 1993 |
| På en konstauktion bestämmer sig Poirot för att köpa en antik spegel. Antikhandlaren Gervaise Chevenix är dock före honom och erbjuder ett högre pris. Efter auktionen erbjuder Shevenix detektiven en spegel i utbyte mot att han utreder ett fall. Shevenix är säker på att han blivit lurad av arkitekten John Lake. Poirot besöker tillsammans med kapten Hastings Chevenix hus och träffar hans fru Wanda, en excentriker som tror på reinkarnation och förutspår döden i huset, hans adoptivdotter Ruth och hennes kusin Hugo, en stålmöbelfabrikör som kommer att ärva Chevenix pengar om de gifter sig, och Miss Lingard, en sekreterare som hjälper till att göra research för en bok som Gervaise skriver. Men Ruth hade redan gift sig i hemlighet med John Lake. När husets invånare samlas för att äta middag ljuder en gonggong för att kalla på dem, och sedan avlossas ett skott. Wandas förutsägelse går i uppfyllelse och hennes man dödas. |                                            |                  |
| 41 | "Juvelstölden på Grand Metropolitan"       | 7 mars 1993      |
| På doktorns order beger sig Hercule Poirot och kapten Hastings till stranden, där de övernattade på Grand Metropolitan Hotel. Där, vägg i vägg, bor producenten Mr. Opalsen med sin fru, en skådespelerska som spelar huvudrollen på den lokala teatern. Det värdefulla pärlhalsbandet som mrs Opalsen bär vid varje föreställning blir stulet från hennes rum, och misstankarna faller på tjänaren Celestine, som var där vid tiden för stölden. |                                            |                  |

### Säsong 6 (1996-96)
Alla avsnitt är långfilmslånga från och med nu.
| Avsnitt | Titel                   | Premiärdatum     |
| --- | ----------------------- | ---------------- |
| 42 | "Hercule Poirots jul"   | 1 januari 1995   |
| Den rike och inflytelserike överhuvudet för en stor familj, Simeon Lee, bjuder in alla de många avkommorna till sin herrgård i Kent över jul. Samtidigt anställer han Hercule Poirot, utan att ge honom en detaljerad förklaring till syftet med hans närvaro vid släktträffen. Simeon Lee är en hänsynslös gammal man som gjort sig en förmögenhet på sydafrikanska diamantfält, och han behandlar sin avkomma med avsiktlig grymhet och njuter uppenbarligen av den osämja som råder i familjen. Trots Poirots närvaro sker mordet ändå - Simeon Lee hittas knivhuggen till döds i ett låst rum. |                         |                  |
| 43 | "Hickory Dickory Dock"  | 12 februari 1995 |
| Det sker en rad mindre stölder i studenthemmet där Miss Lemons syster arbetar, och Hercule Poirot är på väg att börja undersöka saken. Men mycket snart erkänner Celia Austin, som studerar kemi, själv för detektiven att hon är kleptoman och är skyldig till de flesta stölderna, men förnekar samtidigt sin inblandning i stölden av flera saker, nämligen ett stetoskop, borsyra, glödlampor och en ryggsäck. Snart dödas Celia Austin. Japp tror att brottet är relaterat till ett mord han utredde för 10 år sedan.                                                                         |                         |                  |
| 44 | "Vem var den skyldige?" | 11 februari 1996 |
| Hastings åker till Frankrike för att spela golf, Poirot åker med honom. Men vännerna är inte ämnade att vila: nästan omedelbart efter ankomsten vänder sig miljonären Paul Reno, som fruktar för sitt liv, till Poirot för att få hjälp. Den berömda detektiven är redo att påbörja utredningen omedelbart, men tyvärr visade sig brottslingarna vara smidigare - Reno knivhöggs. Poirot blir förolämpad av brottet och är angelägen om att hitta mördaren. Hastings kärlek till Bella Duveen, en av de misstänkta för mordet, hindrar dock detektiven avsevärt.                                   |                         |                  |
| 45 | "Det stumma vittnet"    | 16 mars 1996     |
| Den här gången kommer Poirot och hans vän Hastings till en vattensporttävling. Men den här gången är det inte meningen att de ska vila. Innan tävlingen börjar närmar sig två damer den berömda detektiven och ber honom att blanda sig i mästerskapet på något sätt. De är säkra på att någon måste dö under tävlingen. Och mycket riktigt, en äldre kvinna kommer snart att bli förgiftad, och hon kommer att dö och avge grön rök från sin mun. Det enda vittnet är en liten hund som utan ord kan berätta för detektiven vem mördaren är.                                                      |                         |                  |

### Säsong 7 (2000)
| Avsnitt | Titel                | Premiärdatum     |
| --- | -------------------- | ---------------- |
| 46 | "Dolken från Tunis"  | 2 januari 2000   |
| Poirot bestämmer sig för att avsluta sin detektivkarriär och beger sig till byn King's Abbott. Allt går bra, men snart avbryts detektivens lugna och lugna liv av mordet på den berömde industrimannen Roger Ackroyd, som bodde i huset bredvid. Och snart dör Ackroyds butler, Mr. Parker, under hjulen på en bil. Ett antal slutsatser driver Poirot till idén att båda morden är relaterade till ett självmord som nyligen begåtts av en lokal invånare. Mördaren kommer snart att erkänna, men han kommer inte att vilja ge upp - och den blodiga upplösningen blir oundviklig.                           |                      |                  |
| 47 | "Tretton vid bordet" | 19 februari 2000 |
| Poirot återvänder till London till sitt gamla jobb. Skådespelerskan Jane Wilkinson vänder sig till Hercule Poirot med en ganska känslig begäran. Hon behöver Poirot för att övertala sin man, Lord Edgware, att ge henne skilsmässa. Poirot kan inte vägra och tar sig an ett fall som han snart kommer att betrakta som ett av de mest misslyckade i sin karriär. Till att börja med visar det sig att Lord Edgware inte alls är emot skilsmässa och har skickat ett motsvarande brev till sin fru för en månad sedan. Mindre än ett dygn efter Poirots besök hos Lord Edgware hittas den senare knivhuggen. |                      |                  |

### Säsong 8 (2001–02)
| Avsnitt | Titel                 | Premiärdatum  |
| --- | --------------------- | ------------- |
| 48 | "Mord på ljusa dagen" | 20 april 2001 |
| Hastings återvänder från utlandet - han har problem med sin fru Bella. Anledningen till detta är Hastings misslyckade investering i ett kommersiellt företag. Allt hopp står till den argentinska restaurang som Hastings vill öppna i London. Vid en mottagning för öppnandet av denna restaurang svimmar Poirot. Efter att ha diagnostiserat fetma rekommenderar läkarna honom en semester, så han åker till det berömda Sandy Bay-sanatoriet på sydkusten i sällskap med Hastings. Men alla invånare på sanatoriet beter sig konstigt, och snart hittas en rik men extremt flyktig person vid namn Arlene Stewart strypt på en avskild strand. |                       |               |
| 49 | "Mord i Mesopotamien" | 2 juni 2002   |
| Poirot följer med sin vän Hastings till utgrävningar i Irak. Poirot smickrar sig själv med förhoppningen att få träffa sin gamla kärlek, grevinnan Vera Rusakova. Redan innan de anlände var alla medlemmar i expeditionen upphetsade över mordet på en lokal arab. Oväntat händer samma sak i en arkeologisk expedition - fru Leidner, hustrun till utgrävningschefen, dödas. Strax före resan fick hon flera hotbrev undertecknade av sin förste man, som för många år sedan dog i en fruktansvärd järnvägsolycka. Betyder det att han överlevde?                                                                                               |                       |               |

### Säsong 9 (2003–04)
I och med den nionde säsongen har det skett märkbara förändringar i TV-serien. Karaktärerna kapten Arthur Hastings, kommissarie James Japp och sekreterare Miss Felicity Lemon (som motsvarar Agatha Christies romaner) har försvunnit från filmerna. Anledningen till deras försvinnande förklaras i avsnittet "Korten på bordet" i den tionde säsongen, där Poirot berättar att han har flyttat till en annan lägenhet. Avsnitten blev större och mer intensiva. Den övergripande stämningen i filmerna har också förändrats: utan Hastings, Japp och Miss Lemon finns det mindre humor. De nya avsnitten är mer dramatiska, sorgligare än tidigare säsonger och vissa avsnitt har filosofiska teman. I de nya filmatiseringarna finns det också mycket fler regissörsavvikelser från de litterära källorna.
| Avsnitt | Titel            | Premiärdatum     |
| --- | ---------------- | ---------------- |
| 50 | "Fem små grisar" | 14 december 2003 |
| Caroline Crail, hustru till den berömda konstnären Amyas Crail, blev huvudmisstänkt för mordet när hennes man förgiftades. Vid rättegången försökte Carolines advokat bevisa att ett självmord hade ägt rum men domstolen tror inte på det. Den tilltalade döms till döden genom hängning. 14 år har gått och familjen Crayls dotter Lucy får reda på sanningen om sina föräldrar genom ett brev som hon skrev till sin mor strax före sin avrättning. I brevet hävdar hon att hon är oskyldig. Lucy vänder sig till Hercule Poirot för att få reda på sanningen. Hercule Poirot tar sig an fallet och varnar flickan för att sanningen kan vara mycket obehaglig för henne.                      |                  |                  |
| 51 | "Samvetskval"    | 26 december 2003 |
| Den unga Eleanor Carlisle får ett brev där hon får veta att hennes rika moster är döende. Eleanor är den direkta arvingen till mosterns egendom, men det visar sig att en annan som gör anspråk på arvet plötsligt har dykt upp - trädgårdsmästarens dotter Mary, som tar hand om den sjuka kvinna. Efter ett tag dör mostern, och snart dödar någon Mary. Mosterns kropp grävs upp och det visar sig att en stark dos morfin hittats i hennes blod. Eleanor är den första som blir misstänkt. Hon döms till döden för dessa mord. Till och med Poirot är benägen att tro att Eleanor är skyldig, men något i det här fallet förföljer honom. Och det är bara några dagar kvar till avrättningen. |                  |                  |
| 52 | "Döden på Nilen" | 12 april 2004    |
| Jacqueline de Belfort presenterar brudgummen för sin skolkamrat Linnet, en rik och vacker amerikanska. Hon ber en klasskamrat, som också är arvtagerska till en stor förmögenhet, att hitta ett jobb åt den unge mannen. Men snart gifter sig Linnet, inte Jacqueline, med honom. Jacqueline jagar de nygifta på deras smekmånad och åker på samma Nilkryssning som de, där bland annat Hercule Poirot är närvarande. För första gången i sitt liv ångrar Poirot att han inte bildade familj. Strax efter att ångaren seglat hittas Linnet skjuten till döds. Poirot tar sig an uppgiften att lösa detta intrikata mord - kanske det svåraste i hans yrkeskarriär.                                |                  |                  |
| 53 | "Gropen"         | 26 april 2004    |
| Poirot är inbjuden att bo hos en stor familj på godset Gropen. Där träffar han den unge läkaren John Christow, hans hustru Gerda och deras vänner. Poirot ser att allt inte är frid och fröjd i deras förhållande. John är en kvinnokarl, han har en affär med den unga konstnärinnan Henrietta, som också kom på besök, dessutom dyker plötsligt en skådespelerska upp som han haft en affär med tidigare. Nästa dag ser Poirot Gerda snyfta med en revolver i händerna nära poolen. Och bredvid henne ligger John blödande. |                  |                  |

### Säsong 10 (2006)
| Avsnitt | Titel                     | Premiärdatum   |
| --- | ------------------------- | -------------- |
| 54 | "Mysteriet på Blå tåget"  | 1 januari 2006 |
| Den förmögna arvtagerskan Ruth Kettering, dotter till den amerikanske miljardären Rufus Van Eldin, är gift med en fattig aristokrat och har en älskare. Ruths pappa tror att både hennes man och hennes älskare är kapabla till brott. På resan med Blå tåget till Nice har Ruth sällskap av sin make, älskare och hembiträde. Bland hennes tillhörigheter finns rubinen Flaming Heart, en av de största i världen. Snart dödas Ruth och rubinen försvinner. Hercule Poirot, som råkade befinna sig på tåget, tar upp utredningen. |                           |                |
| 55 | "Korten på bordet"        | 19 mars 2006   |
| Hercule Poirot, kommissarie Wheeler, överste Hughes och fru Ariadne Oliver, som alla har erfarenhet av mordutredningar, bjuds in till en fest och ett parti bridge. Kvällens värd, den excentriske rike mannen Mr. Shaitana, gör ett uttalande om att han i slutet av kvällen planerar att avslöja någon hemlighet för gästerna. Detta ögonblick kommer dock inte, eftersom Shaitana dödas av en av gästerna. Alla de inbjudna, med undantag för Poirot och hans vänner, begick en gång mord, men undgick straff. En av de fyra begick brott även denna gång. |                           |                |
| 56 | "Begravningar är farliga" | 26 mars 2006   |
| Familjen Abernitis advokat Gilbert Entwistle, bjuder in sin vän Hercule Poirot för att undersöka en rad märkliga händelser i den förmögna familjen Aberniti. Faktum är att vid Richard Abernitis begravning meddelar hans syster Cora Galacchio oväntat att han har dödats. Detta uttalande är logiskt, eftersom Richards stora arv stod på spel. Snart högg en okänd person ihjäl Cora med en yxa i hennes eget hus. Vid en första anblick verkar det som om en rånare agerat. Poirot går med på att ta över utredningen. |                           |                |
| 57 | "Högt vatten"             | 2 april 2006   |
| Den unga skådespelerskan Rosalyn gifte sig med Gordon Clode, en rik affärsman, efter att hennes första make Robert åkt till Afrika, där han försvann. Några veckor efter bröllopet dör Gordon Clode i sin lägenhet till följd av en olycka - en gasflaska exploderar. Denna explosion skonar bara några få medlemmar av familjen - Rosalyn och hennes bror David Hunter. Den unga änkan tar ansvar för förvaltningen av den avlidnes ansenliga egendom, vilket orsakar missnöje bland hans släktingar. Efter ett tag kommer en viss Enoch Arden till henne och försäkrar henne att Robert faktiskt lever - men återkomsten av hennes första make innebär att hon förlorar sitt arv för Rosalyn. Hercule Poirot måste verifiera sanningshalten i dessa rykten. Snart hittas dock Enoch Arden mördad, och Poirot tvingas ta upp utredningen. |                           |                |

### Säsong 11 (2008–09)
| Avsnitt | Titel                | Premiärdatum      |
| --- | -------------------- | ----------------- |
| 58 | "Mrs McGinty är död" | 14 september 2008 |
| James Bentley arresteras misstänkt för rån och mord på en äldre dam. Fallet verkar enkelt. Utredaren i fallet utnyttjar dock en gammal bekant och vänder sig till Hercule Poirot för att få råd, eftersom han anser att han gjort ett misstag. Den åldrande detektiven är ovillig att undersöka saken, men ett antal omständigheter tillåter honom inte att lämna fallet obevakat. Tillsammans med sin gamle vän Ariadne Oliver börjar han undersöka saken. Men aldrig tidigare hade mördaren utgjort en sådan fara för Poirot som nu.                                                                                  |                      |                   |
| 59 | "Katt bland duvor"   | 21 september 2008 |
| Som hedersgäst anländer Hercule Poirot till Meadobank School, en av de bästa privatskolorna för flickor i England. Förutom den officiella plikten att dela ut priset för att ha vunnit tennisturneringen har Poirot möjlighet att träffa en gammal bekant, skolans rektor Miss Bulstrode, som har samlat en mängd olika människor under sitt tak med sina hemligheter, drömmar och passioner. Snart sker ett brutalt mord på en gymnastiklärare och det visar sig att mordet är kopplat till spioneri. Förutom att utreda mordet måste Poirot göra sitt hemliga jobb som agent för den brittiska underrättelsetjänsten. |                      |                   |
| 60 | "Tredje flickan"     | 28 september 2008 |
| På inrådan av Ariadne Oliver vänder sig den unga damen Norma till Hercule Poirot för att få hjälp. Hon erkänner ett mord, men säger inte var eller hur brottet skedde eller vem som mördades. Snart kommer en äldre kvinna som arbetade som barnflicka att dödas och Norma erkänner mordet. Poirot kommer att tvingas starta en utredning för att ta reda på om flickan verkligen är inblandad i detta mord, eller om någon manipulerar henne för sina egna syften. Och kanske, för första gången i sitt liv efter att ha räddat ett oskyldigt offer, kommer han att fälla tårar.                                       |                      |                   |
| 61 | "Döden till mötes"   | 25 december 2009  |
| Den engelske arkeologen Lord Greville Boynton och hans son Leonard söker efter Johannes Döparens skalle i den syriska öknen. De får besök av den förmögna och mäktiga Lady Boynton, Lord Boyntons andra fru, och deras tre adopterade amerikanska barn, samt Hercule Poirot. Snart blir Lady Boynton knivhuggen och Poirot tvingas undersöka saken. Var och en av deltagarna i expeditionen och utgrävningarna hade ett motiv till mord. Men vem bestämde sig för att göra detta - en av hennes avkommor, den gladlynte psykiatern Theodore Gerard, nunnan Agnieszka eller Greville Boynton själv?                      |                      |                   |

### Säsong 12 (2010–11)
| Avsnitt | Titel                       | Premiärdatum     |
| --- | --------------------------- | ---------------- |
| 62 | "Tragedi i tre akter"       | 31 januari 2010  |
| Den berömda skådespelaren Charles Cartwright, en gammal vän till Poirot, anordnar en fest på sin egendom som kallas Crow's Nest. En av gästerna, pastor Babbington, dör oväntat alldeles i början av kvällen. Snart dör en annan av gästerna, som var närvarande, lika oväntat och utan någon uppenbar anledning på en middagsbjudning som han arrangerar i sin herrgård, och samma personer som tidigare besökt Cartwright är inbjudna till denna fest. Poirot fruktar att morden kommer att fortsätta, och eftersom han vill förhindra en sådan händelseutveckling tar han saken i egna händer. |                             |                  |
| 63 | "Mord på Allhelgonadagen"   | 27 oktober 2010  |
| Halloween firas hemma hos Rowena Drake. För barn arrangeras utklädningslekar, komiska spådomar och tävlingar att fånga äpplen från ett kärl med vatten med tänderna. Plötsligt avslöjar Joyce Reynolds, en trettonårig flicka i bidräkt, att hon bevittnade ett mord för många år sedan, men specificerar inte vem som dödades, eller var och när det hände. Ingen tar hennes ord på allvar, men samma kväll dödade någon hastigt flickan och dränkte henne. Poirots gamla bekant Ariadne Oliver bjuder in honom för att undersöka saken. |                             |                  |
| 64 | "Mordet på Orientexpressen" | 25 december 2010 |
| Under sin färd genom Istanbul blir Poirot oavsiktligt vittne till dödandet av en kvinna som var otrogen mot sin man. När detektiven återvänder till London tar han den berömda Orientexpressen. Bland passagerarna finns en ungersk aristokrat, en rysk prinsessa med hembiträde, en italiensk ungkarl och flera andra märkliga personligheter. En av dem, den amerikanske affärsmannen Ratchett, vill anställa Poirot som livvakt, eftersom han enligt egen utsago är rädd för ett mordförsök, men han avböjer erbjudandet. På natten tvingas tåget stanna på Jugoslaviens territorium, eftersom järnvägsspåren är täckta av snö, och på morgonen hittas Ratchett död i kupén - han blev knivhuggen. Poirot, som vid det här laget hade vänt sig till religionen för att söka svar på frågor om meningen med tillvaron, går med på att inleda en undersökning. |                             |                  |
| 65 | "Klockorna"                 | 26 december 2011 |
| I vardagsrummet hos en äldre blind kvinna upptäcker en ung sekreterare liket av en okänd person bakom soffan. Den brittiske kontraspionagelöjtnanten Colin Race bevittnade av misstag fyndet. I rummet där den mördade mannen hittades fanns också fyra klockor, som av någon anledning visade samma, men felaktiga tid. Race vänder sig till Hercule Poirot, en vän till sin avlidne far, för att få hjälp. Utredningen kompliceras av att den mördade mannens identitet inte kan fastställas, och Poirot tvingas utgå från de bevis han har till sitt förfogande. |                             |                  |

### Säsong (2013)
| Avsnitt | Titel                               | Premiärdatum     |
| --- | ----------------------------------- | ---------------- |
| 66 | "Långa skuggor"                     | 9 juni 2013      |
| År 1925 hittades Ariadnes vän Oliver Margaret Ravenscroft skjuten till döds tillsammans med sin man i närheten av deras hem. Polisen har aldrig kunnat fastställa vad som hände den dagen, om det var ett dubbelmord eller ett dubbelsjälvmord. 13 år senare ber Margarets dotter Celia Ariadne att ta reda på sanningen om sina föräldrar. Till en början vägrar Poirot att hjälpa Miss Oliver med fallet, eftersom han är upptagen med att utreda det brutala mordet på en berömd psykiater. Men Poirot förväntade sig inte att de två utredningarna skulle korsa varandra, och det på det mest oväntade ställe. |                                     |                  |
| 67 | "De fyra stora"                     | 23 oktober 2013  |
| Många år senare återknyter Poirot äntligen kontakten med gamla vänner - kapten Hastings, kommissarie Japp och Miss Lemon. Poirot tar hjälp av sina gamla vänner och påbörjar en ny utredning. Mitt framför ögonen på Poirot och Japp, samt hundratals högt uppsatta gäster, dör den sovjetiske stormästaren Ivan Sarafanov mystiskt vid ett internationellt schackmästerskap. Allt detta sker mot bakgrund av patetiskt prat om civilisationens framtid, som kan komma att förstöras inom en snar framtid. Poirot och hans vänner måste konfrontera erfarna brottslingar som har som mål att bli världens härskare. |                                     |                  |
| 68 | "Död mans fåfänga"                  | 30 oktober 2013  |
| Poirot får ett upphetsat brev från Ariadne Oliver som ber honom att komma till ett lantgods. Poirot anländer och Oliver berättar för honom om sina misstankar. Faktum är att en "mordlek" ska äga rum, en liten föreställning med offret, detektiven och brottslingen. Oliver är upphetsad, eftersom hon antar att ett riktigt mord kan inträffa, och att hon själv kan bli en leksak i mördarens händer. Ariadne Oliver misstog sig inte - snart kommer den motbjudande flickan Marlene Tucker att hittas strypt i jaktstugan, och hustrun till ägaren av godset kommer att försvinna. Poirot inser att detta inte är den första och inte heller den sista episoden i en serie brutala mord. |                                     |                  |
| 69 | "Herkules storverk"                 | 6 november 2013  |
| Poirot deltar i en specialoperation för att fånga galningen Marasco, känd för sina våghalsiga stölder av antikviteter och brutala mord. Enligt polisens plan måste Marasco komma till en middagsbjudning, där han kommer att lockas i form av dyrbara målningar. Fällan var att det vid samma middag fanns förklädda poliser och Poirot. Men bakhållet misslyckas - Marasco stjäl antikviteter och flyr, och dödar 3 personer i processen. Ett misslyckande leder Poirot till ett tillstånd av svår depression. För att återhämta sig från det nesliga nederlaget reser Poirot till Alperna för att genomföra en ny utredning. Han bor på ett hotell, där han träffar sitt livs kärlek Vera Rusakova. Marasco bor också på samma hotel.                                                                              |                                     |                  |
| 70 | "Ridå – Hercule Poirots sista fall" | 13 november 2013 |
| Hastings tar sin fru Bellas död hårt. Han anländer till Styles, där deras dotter Judith arbetar på ett lokalt pensionat, och den svårt sjuke, döende Poirot hålls också kvar där. Hastings träffar de boende på pensionatet, märkliga människor som berättar om de uppmärksammade morden i det förflutna. Poirot ber Hastings att hjälpa honom att förhindra ett mord som han tror förbereds på pensionatet. När en av de boende dör på ett märkligt sätt på pensionatet inser Poirot att han har stött på den mest briljanta och svårfångade seriemördaren, som har många offer på sitt samvete. Poirot vet att han snart kommer att dö och ber Herren att ge honom tid att slutföra den sista uppgiften. Poirot bestämmer sig för att stoppa mördaren för alltid, och för detta är han beredd att offra sig själv. |                                     |                  |

## Kombinerade berättelser
Ett antal Hercule Poirot-historier anpassades inte direkt, även om de flesta omarbetades av Christie till senare berättelser och filmades i dessa versioner. Dessa är:
| Originaltitel                                                               | Bearbetad titel                   | Notering |
| --------------------------------------------------------------------------- | --------------------------------- | --- |
| The Lemesurier Inheritance (1923)                                           | Ingen                             | Avsnittet "Herkules storverk" använder efternamnet "Lemesurier" från originalberättelsen, men har i övrigt inget gemensamt med berättelsen.                                                                                    |
| Tragedin i Market Basing (1923)                                             | "Murder in the Mews"              | Omarbetad av Christie |
| The Submarine Plans (1923)                                                  | "The Incredible Theft"            | Omarbetad av Christie |
| Christmas Adventure (1923)                                                  | "Äventyret med julpuddingen"      | Omarbetad av Christie |
| The Mystery of the Baghdad Chest (1932)                                     | "Mysteriet med den spanska kistan | |
| Andra gonggongen (1932)                                                     | "Dead Man's Mirror"               | Re-worked by Christie |
| The Incident of the Dog's Ball (skriven ca 1933, posthumt publicerad)       | "Det stumma vittnet"              | Omarbetad av Christie |
| The Capture of Cerberus (skriven ca 1939, posthumt publicerad)              | Ingen                             | Har inget samband med det mer kända finalfallet med samma titel i Herkules storverk. Tänkt som den sista av Herkules storverk men Christie skrev om hela historien på grund av dess politiska innehåll och behöll bara titeln. |
| Det nemeiska lejonet (1947)                                                 | "Herkules storverk"               | Inte direkt anpassad som en del av avsnittets kombinerade berättelse.. |
| Augeas stall (1947)                                                         | "Herkules storverk"               | Inte direkt anpassad som en del av avsnittets kombinerade berättelse.. |
| Hercule Poirot and the Greenshore Folly (skriven 1954, posthumt publicerad) | "Död mans fåfänga"                | Omarbetad av Christie |
| Black Coffee (pjäs)                                                         | Ingen                             | 2012 framförde Suchet en inläsning av Black Coffee, producerad och presenterad av The Agatha Christie Theatre Company, till förmån för Chichester Festival Theatres restaureringsfond.                                         |